# Santos Lima
Santos Jorge Augusto Lima Benítez (Asunción, 1 de noviembre de 1936- 7 de enero de 2018), conocido como Santos Lima, fue un acordeonista, compositor y director de orquesta paraguayo. Célebre por obras como "Penumbra", "Mi Serenata" o "Lo Mitãme guarã", incursionó en la música a temprana edad, destacándose posteriormente con los conjuntos Los Románticos del Paraguay y Los Hidalgos, siendo el director de este último. Igualmente destacó en la escena folclórica paraguaya por su virtuosismo en la ejecución del acordeón.
Fue nombrado "Hijo Dilecto de la Ciudad de Asunción" por motivo de su trayectoria musical y su aporte al patrimonio cultural paraguayo, distinción que le fuera dada por el entonces intendente Martín Burt en el año 1999.
Así también compuso la obra sinfónica titulada La Gran Epopeya, inspirada en la Guerra contra la Triple Alianza, que se estrenó en el 2014 con la Orquesta Sinfónica de Asunción, bajo la dirección de Miguel A. Echeverría, en el Teatro Municipal Ignacio A. Pane, de Asunción.
Sus padres fueron Jorge Augusto Lima e Idelina Concepción Benítez.

## Inicios en la música
En 1947, su padre, quien también era músico, procedió a inscribirlo en el Ateneo Paraguayo, en las clases de violín a cargo del maestro Alfred Kamprad. Lastimosamente, luego de su primera asistencia, se desencadenó la Guerra Civil de ese mismo año, quedando interrumpidos sus estudios forzosamente. No obstante, al año siguiente, su padre le regaló una guitarra, con la que continuó su práctica en forma autodidacta. Fue recién en el año 1953 en que eligió el instrumento que lo acompañaría por el resto de su carrera musical, el acordeón, tomando lecciones con su propio padre. Posteriormente adquirió conocimientos en teoría y solfeo con la profesora Bella Giménez, hija del maestro Remberto Giménez, en tanto que los estudios de armonía los hizo con los maestros Carlos Dos Santos, Luis Cañete y César Medina. En dirección coral, se formó con el maestro David Sudermann y se graduó como profesor superior de canto, siendo alumno de la profesora Sofía Mendoza.[cita requerida]
En el año 1955 se revelarían sus dotes de compositor folclórico, y la polca “Mi Serenata”, su primer éxito, fue una de las más difundidas de ese año, junto con obras como “Ñande Rogamí”, de Ignacio Melgarejo, y “Apytávo che Añomí”, de Ramón Mendoza y Eulogio Ayala Recalde, lo que se publicó en la revista Fa-Re-Mi, por aquellos años una de las revistas más populares del ámbito artístico en el Paraguay. “Mi Serenata” fue grabada por primera vez por la orquesta Gran Típica Orrego, y la interpretaron Wilfrido Pratt Godoy y Héctor Vidal en una grabación no comercial realizada en los estudios de Radio Nacional del Paraguay, en Asunción, en 1958. Poco tiempo después, en Buenos Aires, otra grabación realizada por Juan Carlos Soria y su conjunto se convertía en la primera grabación comercial de esta canción, seguida en 1961 de la grabación realizada en São Paulo, Brasil, por la orquesta folclórica de Eulogio Ayala Recalde, en la que Isaac Ortiz fue el vocalista, con arreglos orquestales del propio compositor.[cita requerida]

## La Orquesta de Ritmos Internacionales
En 1959, se integra a la Orquesta de Ritmos Internacionales, de Lorenzo Álvarez Florentín, conjunto que revolucionaría la escena local de aquel tiempo con un nuevo estilo de presentar un heterogéneo repertorio, pero con supremacía de la música paraguaya. Incluía como vocalistas a Alcides Roa y a Ricardo Ortiz, en clarinete y saxo a Arsenio Franco, en acordeón al mismo Santos Lima, en guitarra eléctrica a Vicente Coronel, en contrabajo a Amado Pereira, en batería a Ángel Gómez y en los violines al mismo Lorenzo y a Antero Álvarez. Esta agrupación musical logró posicionarse inmediatamente en el reducido mercado de la época. Dado el éxito logrado con las actuaciones de la célebre orquesta, obtuvieron significativos contratos, no solo en el Paraguay, sino también en el extranjero. Esta experiencia sirvió como base y fundamento para que, poco tiempo después, junto con el maestro Arturo Pereira en la dirección, formaran la orquesta Los Románticos del Paraguay.[cita requerida]

## Los Románticos del Paraguay
A mediados de 1961, luego de la grabación de un demo en São Paulo con la Orquesta Folclórica Paraguaya, integrada por renombrados músicos tales como Luis Bordón en el arpa, Yoli Sánchez en guitarra de punteo, el mismo Lima durante un breve tiempo en el acordeón, Eulogio Ayala Recalde en guitarra de acompañamiento, Isaac Ortiz en la voz y la dirección del maestro Neneco Norton, se formó el conjunto Los Románticos del Paraguay, que incluyó a Federico Gómez y Américo Pereira en clarinete y saxo, a Amado Pereira en violonchelo y trombón, a Vicente Coronel en guitarra eléctrica, a Nino Martínez en el bajo, a Roberto Suárez Sosa en la batería, a Arturo Pereira y a Ramón Barrios en los violines, este último reemplazado por Paulino Estigarribia, y en las trompetas Basilio Fleitas, Arturo Pereira y Paulino Estigarribia. A posterior, Miguel Ángel Morán reemplazaría a Ortiz en la voz y luego aquel sería sucedido por Santiago Rodas. Ya conformada la orquesta, proceden, a finales del mismo año, a la grabación de su primer material discográfico, grabado y editado por el sello Panambí, incluyendo cuatro canciones:[cita requerida]
- Hora lo Mita (de Santos Lima)
- Amor feliz (de Alcides Roa)
- Penumbra (de Santos Lima)
- Distancia (de Juan Barrientos)

La canción “Penumbra” se convertiría en un éxito ampliamente difundido por las radioemisoras de entonces, originalmente en ritmo bolero. Se convirtió en una pieza obligada a ser ejecutada en los bailes de aquella época. Es así que la sociedad de gestión de los derechos de autor en el Paraguay (Autores Paraguayos Asociados) otorgaría a Santos Lima un certificado de "éxito musical" por la misma canción. Así, la carrera del músico comenzaría a transitar su etapa más álgida, pues la popularidad de Los Románticos del Paraguay se acrecentaría en forma destacable, lo que llevaría a la orquesta a realizar giras por todo el país.[cita requerida]
En el año 1963, luego de dos años en la escena musical, Los Románticos del Paraguay grabaron su segundo material discográfico, nuevamente bajo el sello Panambí, con las siguientes canciones:
- Vida mía (de Santos Lima)
- Aquella mañana (de Augusto López Giménez y Emilio Bobadilla Cáceres)
- Evocando tu recuerdo (de Augusto López Giménez y Manuel Romero)
- Selección de melodías del Paraguay

Esta selección de melodías había sido grabada en ritmo beguine, muy de moda por aquel tiempo, e incluía canciones tales como “India” (de Manuel Ortiz Guerrero y José Asunción Flores), “Anahí” (de Osvaldo Sosa Cordero), “Lejanía” (de Herminio Giménez) y “Mi dicha lejana” (de Emigdio Ayala Báez). El objetivo de esto era acentuar la base rítmica de dichas canciones, con el objetivo de que fueran bailables, pues al público le agradaba que las orquestas con repertorio folclórico utilizaran el compás del beguine en las interpretaciones.[cita requerida]

## Etapa con Los Hidalgos
A principios del año 1964 coincidieron dos hechos muy puntuales: por un lado, la Orquesta de Ritmos Internacionales se había disuelto a raíz de que su director, el maestro Lorenzo Álvarez Florentín, había aceptado un nuevo y comprometedor trabajo al frente de la dirección de la banda de músicos de la Armada Nacional; por otra parte, Los Románticos del Paraguay también se separaban luego de tres años consecutivos de actividad artística. Fue así como tanto los exintegrantes de la primera orquesta citada y el mismo Lima comenzaron a conversar sobre la posibilidad de formar un nuevo conjunto. Tras varias reuniones, se conformó Los Hidalgos, y fueron sus primeros integrantes Babi Armoa y Félix Estigarribia, en clarinete; Santiago Ramos, en guitarra: Alcides Roa, el vocalista principal; Manuel Real, en bajo, Marcial Belotto en la batería, y fue director el propio Lima.[cita requerida]

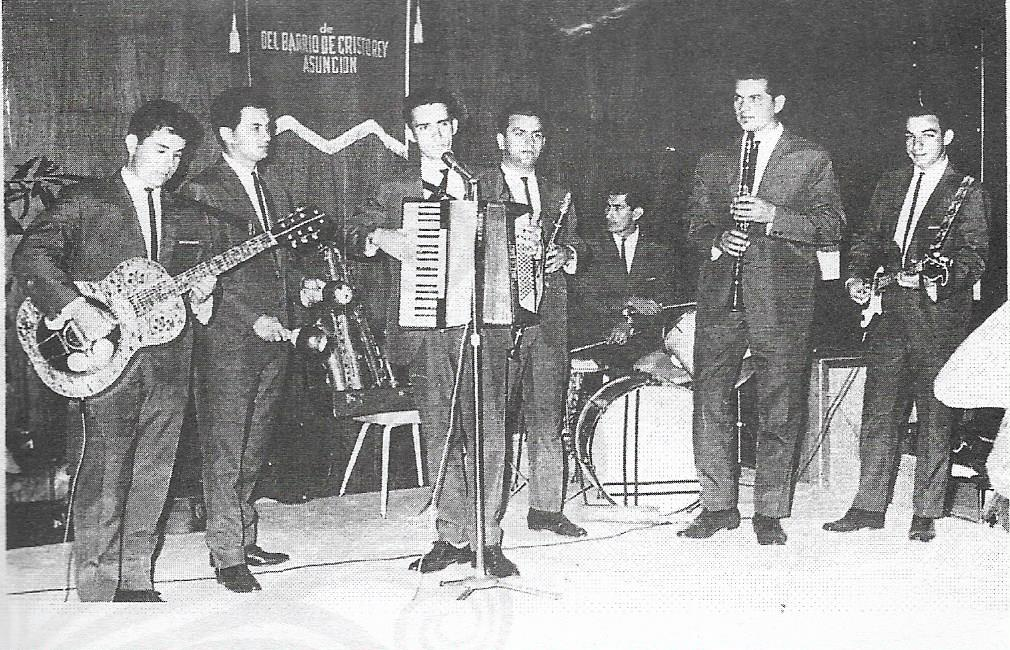
Los Hidalgos, en una presentación en el Colegio Cristo Rey de Asunción.

El nombre del conjunto se tomó del término hidalgo. En palabras del propio Lima, en su libro biográfico:

"Cada uno propuso un nombre, surgieron varios que fueron sometidos a votación y fue electo el que propuso Alcides: “Los Hidalgos”, alusión a lo que pretendíamos ser, atendiendo a que los sinónimos de ese término: noble, generoso, caballeresco, magnánimo, desinteresado, altruista, adjetivos todos que conformaban los valores  morales que soñábamos encarnar como jóvenes idealistas. Así pues pretendíamos ser “Los Hidalgos”, los selectos intérpretes de la música".[cita requerida]

.

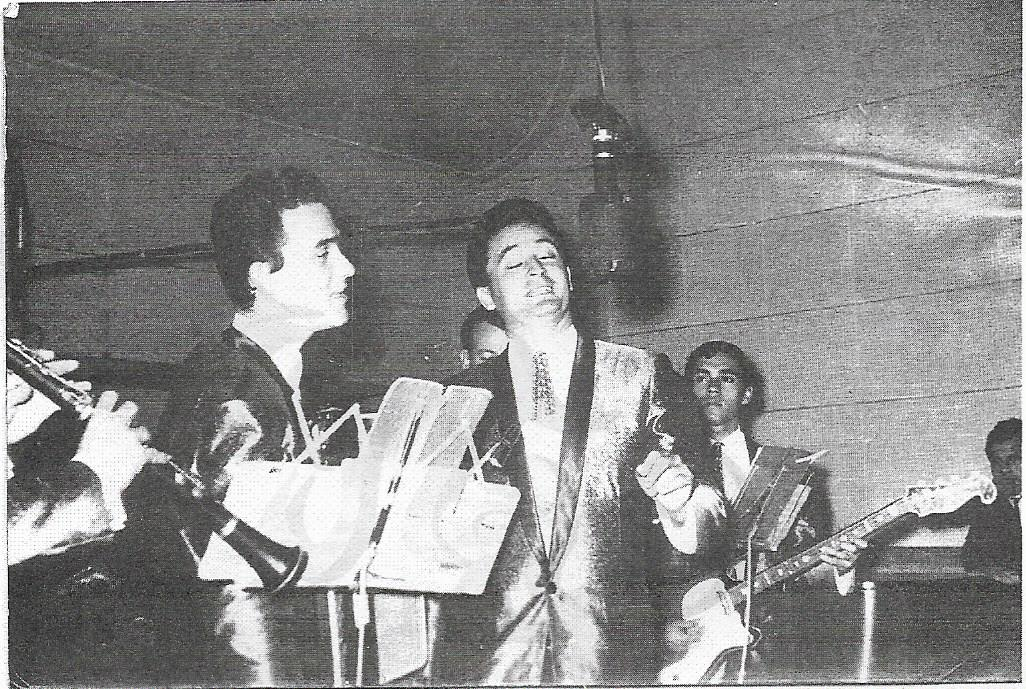
Santos Lima y Alcides Roa, en Radio El Mundo, de Buenos Aires. Década de 1960.

Fue así como, a finales del mismo 1964, el conjunto se encaminó a la grabación de su primer material discográfico, material que fue conocido popularmente con el nombre de Ojapi Ichupe. La grabación se realizó en los Estudios Guaranía de Asunción, propiedad de Coco Urdapilleta. Cabe mencionar que, a raíz del éxito local de este primer material discográfico, el conjunto tuvo la oportunidad de realizar presentaciones en el exterior, en ciudades del Brasil tales como São Paulo y Campo Grande, lo mismo que en la Argentina, en ciudades como Posadas y Buenos Aires. Destaca la presentación realizada en el Club San Lorenzo de Almagro.[cita requerida]

## Muerte
Santos Lima fallece al mediodía del domingo 7 de enero de 2018 a causa de un infarto agudo, en el Hospital Central del Instituto de Previsión Social, en Asunción. Sus restos se velaron en la sede de la Asociación de Músicos del Paraguay, se depositaron temporalmente en el Cementerio de la Recoleta y se trasladaron meses después al Cementerio del Sur. Medios de prensa locales se hicieron eco de la noticia. La conocida cadena de comunicaciones Ñandutí expresó:

Santos Lima fue uno de los principales músicos que hizo bailar al pueblo paraguayo en diferentes facetas junto a las orquestas, sin duda uno de los compositores más representativos del Paraguay.".